# カズアキ
カズアキ（10月24日 - ）は、日本のイラストレーター。

## 作品リスト

### 表紙・挿絵等
- 『ジャンクル！』（木村航 著 ファミ通文庫）
- 『レンズと悪魔』シリーズ（六塚光 著 角川スニーカー文庫）
- 『ゆくとし くるとし』（大沼紀子 著 マガジンハウス）
- 『アグリーズ』シリーズ（スコット・ウエスターフェルド 著／谷崎ケイ 翻 ヴィレッジブックス）
- 『子供に内緒で』（いおかいつき 著 幻冬舎）
- 『恋と服従のエトセトラ』他7冊（グロリア学院シリーズ）（桐嶋リッカ 著 リンクスロマンス）
- 『世界で一番不思議なあの子』シリーズ（森山侑紀 著 講談社X文庫ホワイトハート）

シリーズの内『夜と誘惑のセレナーデ』のカバー表紙イラストレーションで他の著作物からの無断使用がなされていたため出荷停止
- 『アイスマーク』シリーズ（スチュアート・ヒル 著／金原瑞人 翻 ヴィレッジブックス）
- 『ドラゴンキラーあります』シリーズ（海原育人 著 C★NOVELSファンタジア）
- 『蝶の大陸―黄金のエミーリア』（入皐 著 ルルル文庫）
- 『時間商人』シリーズ（水市恵 著 ガガガ文庫）
- 『神曲奏界ポリフォニカ ダン・サリエル』シリーズ（あざの耕平 著 GA文庫）
- 『彼の禁じられた遊び』（南原兼 著 B-PRINCE文庫）
- 『ワルプルギスの夜、黒猫とダンスを。』（古戸マチコ 著 一迅社文庫アイリス）
- 『屋上ボーイズ』（阿部暁子 著 コバルト文庫）
- 『裁かれる日まで』（水無月さらら 著 キャラ文庫）
- 『魔神の婚姻』他2冊（砂の国アルハラードシリーズ）（神楽日夏 著 アルルノベルス・ローズキーノベルズ）
- 『田中裕二（爆笑問題）の「ザ・ガール」』（田中裕二 著 宝島社）
- 『ヴァンパイア・キス』シリーズ（エレン・シュライバー 著／高橋結花 翻 メディアファクトリー）
- 『ゆるゆる男子の花婿選び』（森山侑紀 著 講談社X文庫ホワイトハート）
- 『no reason―恋に堕ちる』（可南さらさ 著 リンクスロマンス）
- 『ドリコン！〜異世界ツアーへようこそ〜』（矢吹ましろ 著 一迅社文庫アイリス）
- 『楽園のうた』シリーズ（鈴藤みわ 著 SPARK NOVELS）
  - 『背中合わせの恋』シリーズ
- 『斯くして歌姫はかたる』シリーズ（朝前みちる 著 ビーズログ文庫）
- 『カーテンをノックして』シリーズ（鈴藤みわ 著 SPARK NOVELS）
- 『アンリアル UnReal』（北國浩二 著 講談社BOX）
- 『she&sea』シリーズ（糸森環 著 角川書店）
- 『アリス イン サスペンス』（桃華舞 著 講談社X文庫ホワイトハート）
- 『ドリーミング ガールズ!』（桃華舞 著 講談社X文庫ホワイトハート）
- 『雨は悄然と降っている』（さとむら緑  著 ローズキー文庫）
- 『確率捜査官』シリーズ（神永学 著 角川書店）
- 『吉原夜伽帳 ―鬼の見た夢―』（ミズサワヒロ 著 ルルル文庫）
- 『デ・コスタ家の優雅な獣』シリーズ（喜多みどり 著 角川ビーンズ文庫）
- 『ヴラディミール・トッド・クロニクルズ』シリーズ（ヘザー・ブリューワー 著（園生さち 翻訳） 新書館）
- 『ショコラトルの恋の魔法 初恋の姫とスイーツ嫌いの伯爵』（岡野麻里安 著 講談社X文庫ホワイトハート）
- 『王女コクランと願いの悪魔』シリーズ（入江君人 著 富士見L文庫）
- 『一曲処方します。』シリーズ（沢木褄 著 TO文庫）
- 『嘘つきたちの輪舞』（一原みう 著 コバルト文庫）
- 『筆跡鑑定人・東雲清一郎は、書を書かない。』シリーズ（谷春慶 著 宝島社文庫）
- 『夜明けの嘘と青とブランコ』（朝丘戻 著 ダリア文庫）
- 『魔導書の姫と愛しき眷属 大いなる鍵と虚の書』（夏野ちより 著 ビーズログ文庫）
- 『零の記憶』シリーズ（風島ゆう 著 SKYHIGH文庫）
- 『異人街シネマの料理人』シリーズ（嬉野君 著 ウィングス・ノヴェル）
- 『僕が恋したカフカな彼女』（森晶麿 著 富士見L文庫）
- 『お嬢様と執事見習いの尋常ならざる関係』（梨沙 著 一迅社文庫アイリス）
- 『ご旅行はあの世まで? 死神は上野にいる』（彩本和希 著 集英社オレンジ文庫）
- 『飛べない鍵姫と解けない飛行士 その箱、開けるべからず』（山本瑤 著 コバルト文庫）
- 『丸の内で就職したら、幽霊物件担当でした。』シリーズ（竹村優希 著 角川文庫）
- 『若葉の戀』（小林典雅 著 ディアプラス文庫）
- 『文豪Aの時代錯誤な推理』（森晶麿 著 富士見L文庫）
- 『男装少女は騎士を目指す!』（浅名ゆうな 著 KADOKAWA）
- 『パラスティック・ソウル』シリーズ（木原音瀬 著 ディアプラス文庫）
- 『身代わり令嬢と堅物男爵の剣舞曲〜貴族令嬢、 婚約破棄して駆け落ちした姉の後始末に奔走する〜』（富士伸太 著 アイリスNEO）
- 『エデンシリーズ』（朝丘戻 著 ダリア文庫）
- 『ホームレス・ホームズの優雅な0円推理』（森晶麿 著 富士見L文庫）
- 『扉の向こうはあやかし飯屋』（猫屋ちゃき 著 アルファポリス文庫）
- 『有閑貴族エリオットの幽雅な事件簿』シリーズ（栗原ちひろ 著 集英社オレンジ文庫）
- 『今宵はジビエを召し上がれ 函館のフレンチシェフは謎解きがお好き』（三上康明 著 双葉文庫）
- 『学芸員・西紋寺唱真の呪術蒐集録』（峰守ひろかず 著 メディアワークス文庫）
- 『大阪マダム、後宮妃になる！』シリーズ（田井ノエル 著 小学館文庫キャラブン!）
- 『ジギタリスの女王に忠誠を 修道院の王位継承者』（仲村つばき 著 富士見L文庫）
- 『王太子妃パドマの転生医療 「戦場の天使」は救国の夢を見る』（さくら青嵐 著 角川ビーンズ文庫）
- 『京都やわらぎ聞香処〜初恋香る鴨川の夜〜』（広瀬未衣 著 スターツ出版文庫）
- 『清らかな雪は白金の狐の愛にとける』（村崎樹 著 リンクスロマンス）
- 『うちのあやかし、腐ってます。 古民家に住むＢＬ漫画家のスローじゃないライフ』（柊一葉 著 アルファポリス文庫）
- 『江ノ島お忘れ処OHANA〜最期の夏を島カフェで〜』（遠坂カナレ 著 ことのは文庫）
- 『異世界の王に愛の花はほころぶ』（鏡コノエ 著 リンクスロマンス）
- 『大正幽霊アパート鳳銘館の新米管理人』シリーズ（竹村優希 著 角川文庫）
- 『帝都上野のトリックスタア』（徳永圭 著 講談社タイガ）
- 『鬼上司の土方さんとひとつ屋根の下』（真彩 著 スターツ出版文庫）
- 『竜の守人は騎士団長に愛される』（葉山千世 著 リンクスロマンス）
- 『女房は式神遣い! あらやま神社妖異録』（五十嵐佳子 著 祥伝社文庫）
- 『推し(嘘)の筆頭魔術師様が「俺たち、両思いだったんだね」と溺愛してくるんですが!?』（琴子 著 PASH!ブックス）
- 『大神官に捧ぐ甘美なおもてなし』（月森あき 著 リンクスロマンス）
- 『月華後宮伝 虎猫姫は冷徹皇帝に愛でられる』（織部ソマリ 著 アルファポリス文庫）
- 『リアル脱出ゲーム 潜入捜査官エウレカの願い 〜耳をすまして事件を解決せよ!〜』（SCRAP 著 SCRAP出版）
- 『百合の華には棘がある』シリーズ（木崎ちあき 著 メディアワークス文庫）
- 『桜花京用心棒綺譚 花咲く都の冥中将』（八巻にのは 著 富士見L文庫）
- 『白龍神と月下後宮の生贄姫』（御守いちる 著 スターツ出版文庫）
- 『婚約者が明日、結婚するそうです。』（櫻井みこと 著 ツギクルブックス）
- 『婚約破棄の十八年後 〜不遇の娘は冷血公爵の心を溶かす〜』（柏てん 著、Dノベルf）
- 『世にも奇妙な悪辣姫の物語』（玉響なつめ 著、アリアンローズ）

### アンソロジー
- 『デビルサマナー葛葉ライドウ対超力兵団コミックアンソロジー』（光文社）
- 『乙女的恋革命ラブレボ!!コミックアンソロジー』（一迅社）
- 『ペルソナ3コミックアンソロジー cogito,ergo sum』（光文社）
- 『テイルズオブジアビスコミックアンソロジー』（メディアワークス）
- 『九龍妖魔学園紀 re:chargeコミックアンソロジー』（光文社）
- 『戦国BASARA漫華集コミックアンソロジー』（エンターブレイン）
- 『テイルズオブディスティニーコミックアンソロジー』（マッグガーデン）
- 『Lamento -BEYOND THE VOID-アンソロジー』（宙出版）
- 『ペルソナ4 電撃コミックアンソロジー』（アスキー・メディアワークス）
- 『逆転検事 電撃コミックアンソロジー』（アスキー・メディアワークス）
- 『戦国戯画〜戦国武将4コマ&ショートアンソロジー〜』（学研パブリッシング）
- 『黒執事アンソロジーコミック 虹執事2』（Gファンタジーコミックス）
- 『ギルティクラウン アンソロジーコミック』（スクウェア・エニックス）
- 『妖狐×僕SS オフィシャルアンソロジー 妖狐×僕SS（ショートストーリーズ）』（スクウェア・エニックス）
- 『刀剣乱舞-ONLINE-アンソロジーコミック～刀剣男士幕間劇～』（スクウェア・エニックス）[3]
- 『刀剣乱舞-ONLINE- ノベル＆イラストアンソロジー ～桜～』（KADOKAWA）
- 『放課後ワンダーランド Side:Blanc』（吉村りりか 著 ビーズログ文庫アリス） - 「保健医の悠人」[4]
- 『弱虫ペダル 公式アンソロジー 放課後ペダル4』（秋田書店）
- 『KING OF PRISM by PrettyRhythm 電撃コミックアンソロジー』（KADOKAWA）

### 画集
- 『Kazuaki Artworks』（まんだらけ/2010年7月30日）
- 『Starry☆Sky Art Book vol.1』（まんだらけ/2012年5月25日）
- 『Starry☆Sky Art Book vol.2』（まんだらけ/2013年4月9日）
- 『Kazuaki Artworks vol.2 カズアキ画集』（1月と7月2020年3月25日）
- 『Kazuaki game artworks カズアキ画集』（1月と7月2021年3月13日）

### ゲーム（原画）
- 『Starry☆Sky』
- 『青春はじめました!』
- 『あやかしごはん』
- 『Blackish House』

### CDジャケット
- 星座彼氏シリーズ『Starry☆Sky』 (honeybee DateCD)
- 『官能昔話4 グリム童話』
- 『楽園のうた』第1-2巻
- 『キサラギ 声優ver.』
- 『背中合わせの恋』第1-2巻
- 『あやかしごはん 音楽集』

### マンガ
- 『隗ヨリヒトカイヨリ式』（エンターブレイン comic B's-LOG）第1-2巻
  - 素材サイトのコンテンツを無断使用のため絶版となり出荷停止[5]

### その他
- 『これがワタシたちの小説ベストセレクション70』（マッグガーデン）[6]
- 『もっと! これがワタシたちのDVDベストセレクション70』（マッグガーデン）[7]
- 『エディス edith』 vol.1 - vol.4（まんだらけ） - 表紙（vol.1、vol.4）、口絵（vol.2、col.3）
- 『女の子が描くおんなのこ』（学研プラス） - イラスト
- 『池袋乙女マップ2014～豊島区お散歩シリーズ乙女編～』 - 表紙[8]
- 『1月と7月』 創刊号、vol.5（1月と7月）  - 表紙
- 『小説ウィングス』2015年秋No.89（新書館） - 表紙[9]
- 『B's-LOG』2016年2月号（エンターブレイン） - 表紙[10]
- 『小説屋sari-sari』2016年7月号 - 2017年6月号（KADOKAWA） - 表紙[11]

## 盗作問題
2010年10月、イラストや漫画などから多数の盗作が発覚。
各社の対応
- ビーズログ発行コミック『隗ヨリヒトカイヨリ式』絶版[5]
- 幻冬舎 雑誌『小説リンクス 2009年4月号』、小説作品『夜と誘惑のセレナーデ』（著者：桐嶋リッカ）の出荷停止[2]
- まんだらけ出版部（エディス編集部）画集『Kazuaki Artworks』お詫び等はなし販売継続